# آنجلیکا گیبز
آنجلیکا سینگلتن گیبز (انگلیسی: Angelica Singleton Gibbs ‏ زاده ۱۹۰۸ – درگذشته ۱۰ ژانویه ۱۹۵۵) نویسندهٔ داستان کوتاه و رمان‌نویسی اهل ایالات متحده آمریکا، بالتیمور، بود.

## تحصیل و زندگی
وی از کالج واسر در پکیپسی، نیویورک فارغ‌التحصیل شد. او از نوادگان هشتمین رئیس‌جمهور آمریکا مارتین ون بورن بود. وی با رابرت الیوت کنفیلد (Robert Elliot Canfield) ازدواج نمود و صاحب یک پسر و یک دختر شد.

## آثار
گیبز داستان‌های کوتاه و نقدهایش را اغلب در نشریهٔ نیویورکر چاپ می‌کرد. تاکنون هیچ کتابی از وی به فارسی ترجمه نشده‌است.
معروف‌ترین داستان کوتاه وی آزمون نام دارم که در سال ۱۹۴۰ در نشریه نیویورکر به چاپ رسید. این داستان کوتاه معروف بارها در کتب مختلف در سرتاسر جهان بازنشر شده‌است.